# Feo de día, lindo de noche
Feo de día, lindo de noche es una película dominicana de comedia dirigida por Alfonso Rodríguez.

## Sinopsis
Cuenta la historia de cómo un hombre poco beneficiado por la naturaleza se convierte por un hechizo en un hombre muy lindo, desde las 8:00 hasta medianoche. Su cuento de hadas pasa a ser una pesadilla cuando realmente se enamora.

## Reparto
- Fausto Mata como Lorenzo.
- Frank Perozo como Lorenzo (lindo).
- Evelyna Rodríguez como Mariel.
- Irving Alberti como Carlitos.
- Victoria Fernández como Susana.
- Kenny Grullón
- Yelitza Lora como La Rubia.
- Carmen Elena Manrique.
- María Alejandra Guzmán.
- Carolyne Aquino.